# Cambounet-sur-le-Sor
Cambounet-sur-le-Sor è un comune francese di 841 abitanti situato nel dipartimento del Tarn nella regione dell'Occitania.

## Società

### Evoluzione demografica
Abitanti censiti